# 4519 Voronezh
4519 Voronezh este un asteroid din centura principală, descoperit pe 18 decembrie 1976 de Nikolai Cernîh.